# Der Trauschein
Der Trauschein ist eine Komödie in zwei Akten (vier Szenen) von Ephraim Kishon. „The Licence“ lautet der Titel der Originalausgabe. Die deutsche Fassung stammt von Helmut Castagne. Uraufführung war am 17. Mai 1961 im Ohel-Theater in Tel Aviv (Israel). Die deutschsprachige Erstaufführung fand am 31. Dezember 1962 im Thalia Theater in Hamburg statt. Eine Vorstellung dauert ca. 90 Minuten.

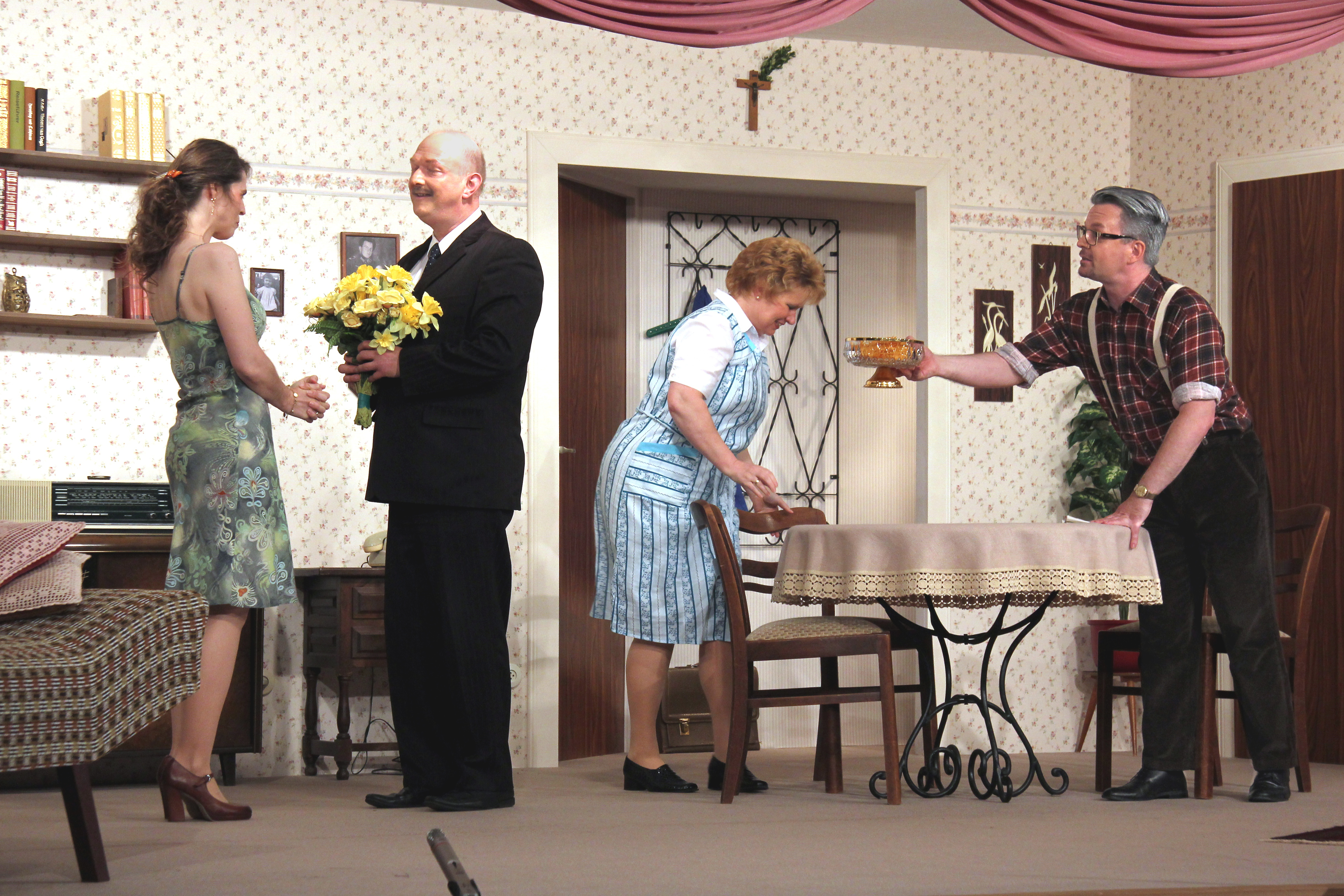
Robert mit Blumen für seine Verlobte Vicky, rechts Vickys Eltern Ella und Daniel

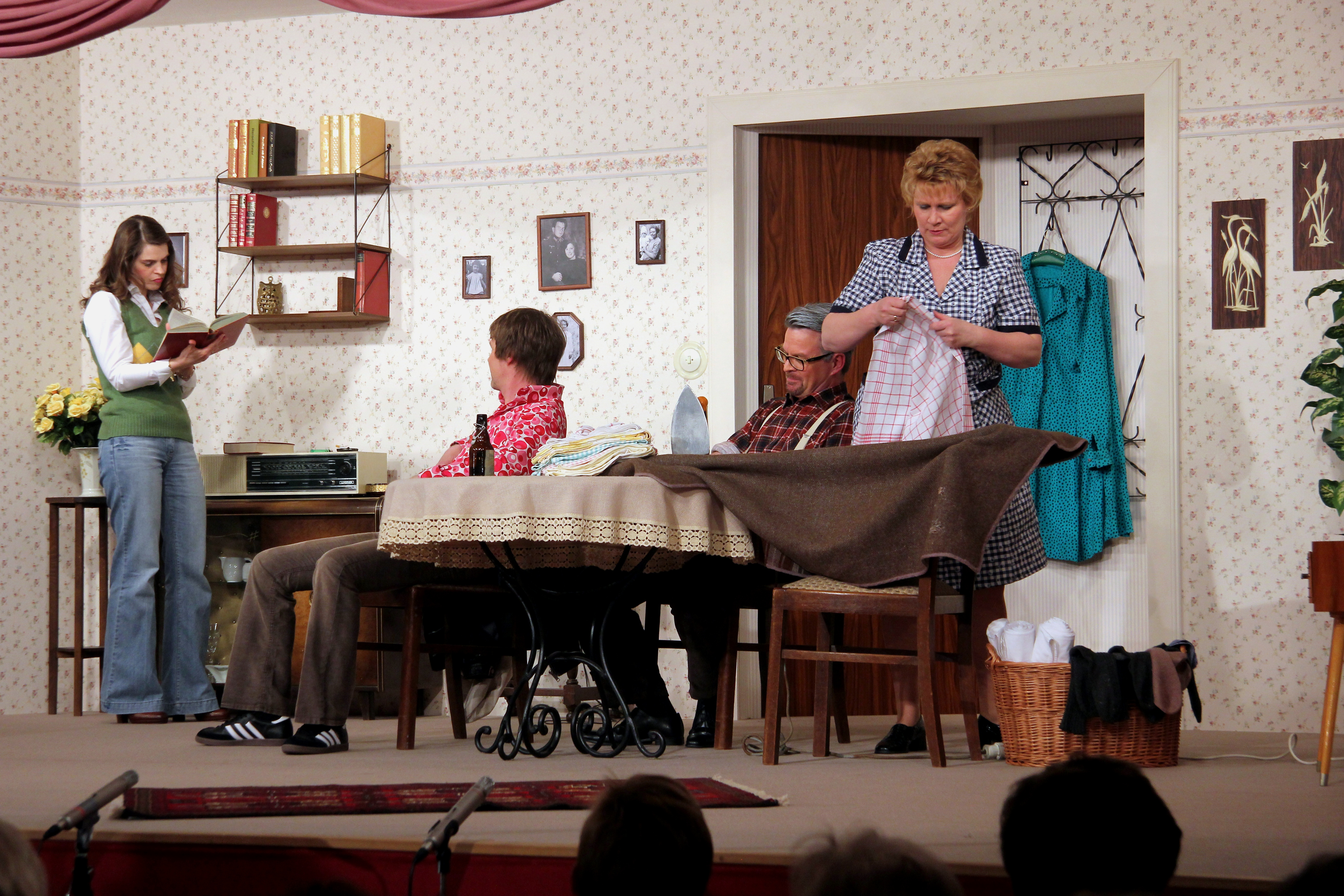
Ende des ersten Aktes: „Ich bleibe!“

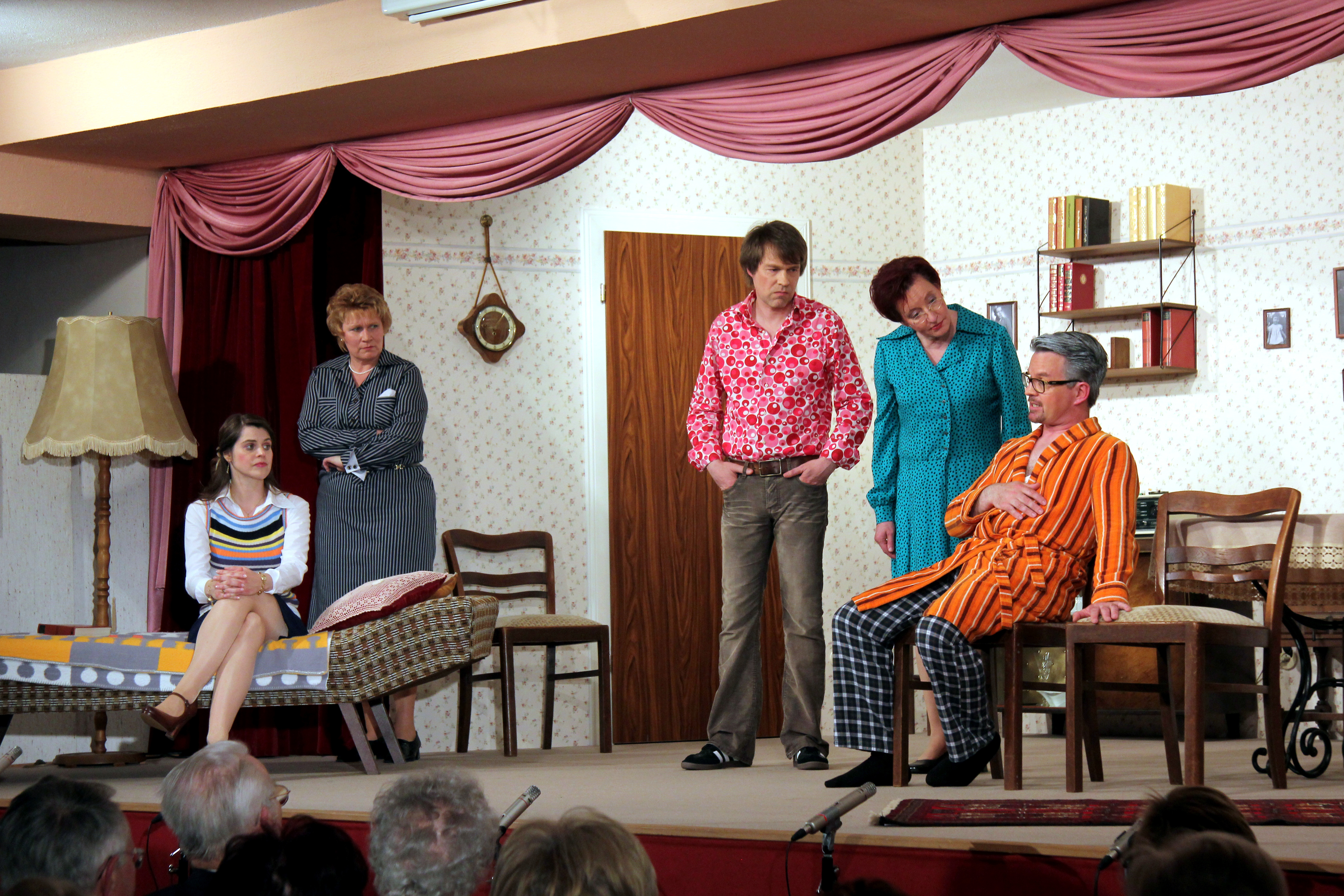
Nachbarin Rose will wahrscheinlich nicht nur Streit schlichten

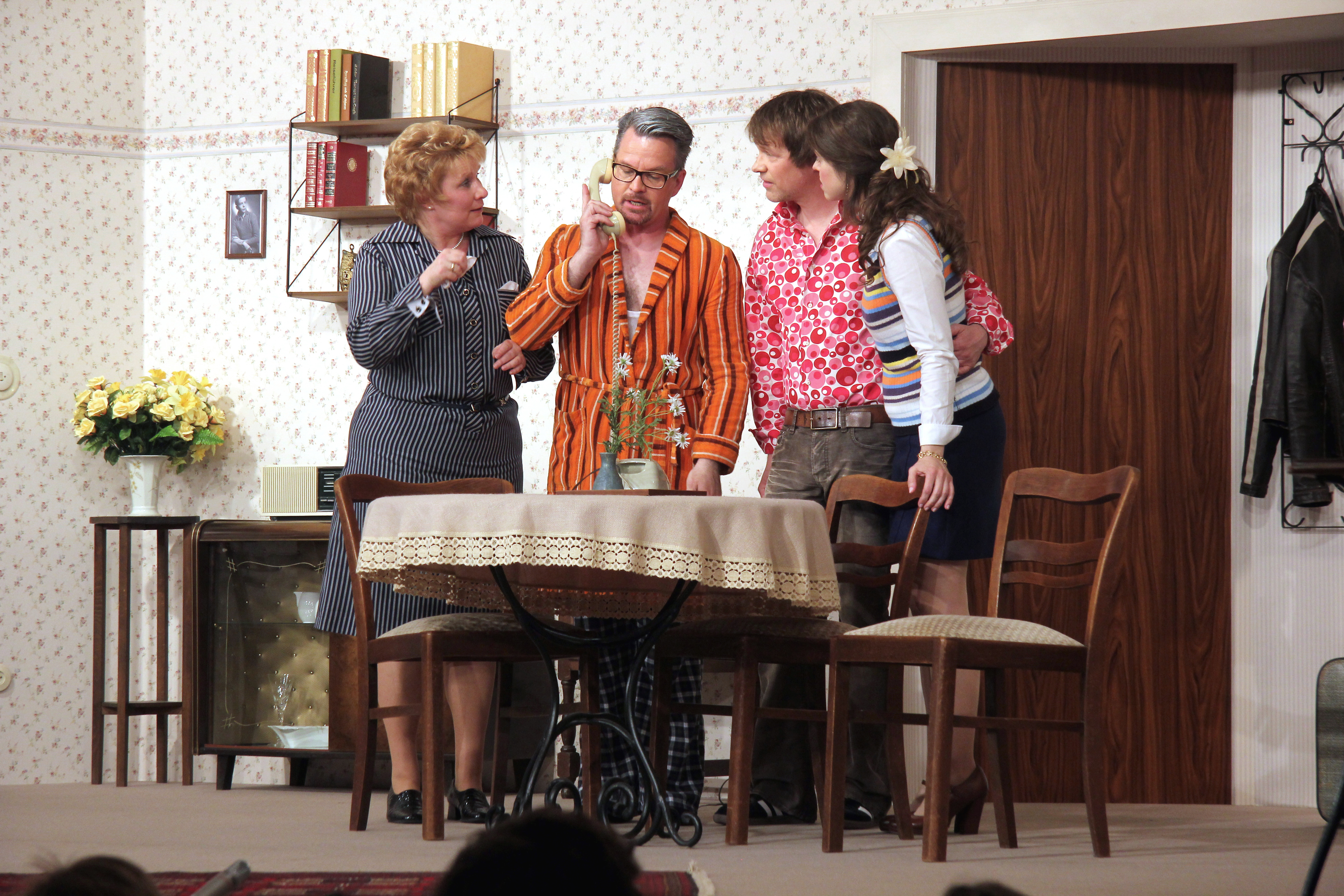
Happy End

## Handlung

### Erster Akt
Wohnstube der Brozowskys in einem israelischen Ort, Anfang der 1960er Jahre
Klempnermeister Daniel Brozowsky kann nicht verstehen, dass seine Tochter Vicky, Studentin der Psychologie, sich ausgerechnet in Robert Knoll verliebt hat, einen Beamten wie aus dem Bilderbuch, für den selbst bei amtlichen Schriftstücken das Aktenzeichen noch wichtig ist. Zudem ist er ein Muttersöhnchen par excellence. Und dann die Mutter selbst! Alpträume hat er ihretwegen auszustehen, wie sie ihn – bewaffnet mit einem riesigen Schraubenschlüssel – verfolgt. Diese Person ist darauf bedacht, keine Schwiegertochter zu bekommen, die möglicherweise nichtehelicher Abstammung ist. Folglich will sie rechtzeitig vor der Hochzeit ihres Sohnes den Trauschein der Brauteltern sehen. Aber dieser ist nicht aufzufinden! Bisher haben die Eheleute Brozowsky zwar geglaubt, sie seien schon seit 25 Jahren miteinander verheiratet, doch nun kommen ihnen Bedenken, ob sie seinerzeit im Kibbuz Einot überhaupt die Ehe formell geschlossen haben. Vielleicht wollten sie ja nur heiraten, kamen aber nicht dazu. Es war damals schließlich – in den Gründerjahren des Staates Israel – eine wilde Zeit, die nicht mit dem Heute zu vergleichen ist. Auch ein Anruf bei der Kibbuzverwaltung bringt keine Klarheit.
Vicky passt das alles gar nicht. Wenn ihre Eltern schon nicht verheiratet sind, dann gibt es nur eine Lösung: Jetzt zu heiraten! Ihr Vater ist zwar von dieser Idee alles andere als begeistert, doch schließlich lässt er sich von seiner Tochter weichklopfen. Morgen um die Mittagspause ließen sich ein paar freie Minuten herausschlagen, um mit Ella vor einen Rabbi zu treten und sich das Jawort zu geben. Anschließend will er mit Ella das Ereignis in einem Schnellimbiss feiern. Aber mit diesem Vorschlag beißt er bei seiner „Frau“ auf Granit. Wenn schon eine Eheschließung, dann gehört auch ein würdiger Rahmen dazu. Ella verlangt Bedenkzeit.
Tags darauf tritt Daniel Brozowsky im Anzug und mit einem Blumenstrauß vor Ella und macht ihr einen Heiratsantrag. Ella jedoch reagiert verschnupft. Daniel spielt die beleidigte Leberwurst und will nicht länger um sie werben. Beide geraten in Streit.
Auf einmal betritt Bunky, ein unkomplizierter junger Mann aus dem Kibbuz Einot, die Wohnung der Brozowskys. Er war vom Sekretär des Kibbuz beauftragt worden zu klären, ob die Brozowskys vor 25 Jahren tatsächlich geheiratet haben. Er ist in großer Eile und kann es in dem Gespräch mit dem Klempnermeister kaum erwarten, wieder zu entschwinden. Da taucht plötzlich Vicky im Zimmer auf. Bunky starrt sie mit aufgerissenen Augen an und sagt: „Ich bleibe!“

### Zweiter Akt
Wohnstube der Brozowskys in einem israelischen Ort, Anfang der 1960er Jahre
Der Beginn des zweiten Aktes erweckt beim Zuschauer – oberflächlich betrachtet – den Eindruck, als verbringe eine harmonische Familie den Abend daheim. Ella bügelt, Vicky schmökert in einem Buch und Daniel belabert Bunky mit einer Geschichte, die er schon x-mal bei jeder sich bietenden Gelegenheit irgendjemand erzählt hat und die ihn selbst als strahlenden Helden erscheinen lässt. Bunky aber hört ihm bloß scheinbar zu. In Wirklichkeit hat er nur Augen für Vicky. Als Ellas Bügeleisen zu streiken beginnt, erklärt sich Bunky bereit, das Gerät zu reparieren, und nutzt die Gelegenheit, einen Kurzschluss zu verursachen, um sich in der Dunkelheit an Vicky ranmachen zu können. Plötzlich geht wieder das Licht an, und in der Mitte des Zimmers steht völlig verwirrt Robert mit Blumen in der Hand, wieder einmal den Trauschein einfordernd. Erste Spannungen bahnen sich zwischen ihm und seiner Verlobten an.
Der Streit zwischen den Eheleuten Brozowsky artet zu einem handfesten Ehekrach aus. Dabei wittert Ella Morgenluft. Der jahrelange Groll über die seit dem Hochzeitstag immer mehr nachlassenden Aufmerksamkeiten, den ob der Faszination des Gemahls für seine über alles geliebten Klempnerröhren verloren gegangenen Charme wie auch die ungefragt und für selbstverständlich gehaltene immer stärkere Inanspruchnahme der Ehefrau bis zum tagtäglich gewohnten Stadium eines absoluten Tyrannen der Familie lässt in ihr den Wunsch nach mehr Freiheit entstehen. Eigentlich will sie sich von Daniel überhaupt nicht trennen; sie möchte nur etwas Liebe zurückerobern. Als wieder einmal Rose Hooper, die Nachbarin, auf der Bildfläche erscheint und merkt, dass hier was im Busch ist, fühlt Daniel, dass sie gleich bereit wäre, seine Ehefrau zu ersetzen. Also flirtet er ungeniert mit ihr, um Ella eifersüchtig zu machen.
Mittlerweile necken sich Bunky und Vicky immer mehr. Schließlich kommt es zu einem langen Kuss.
Ellas Eifersucht steigert sich zum Zorn. Sie ist jetzt entschlossen, ihren Mann zu verlassen und beginnt, den Koffer zu packen. Als sie ihr Verlobungsbild von der Wand nimmt, will Daniel es ihr entreißen, weil er schließlich auch auf dem Bild sei und ihr daher nur fünfzig Prozent davon zustünden. Ella nimmt das Bild aus dem Rahmen und – auf der Rückseite des Fotos kommt der vermaledeite Trauschein ans Licht. Wer aber nun glaubt, jetzt sei sofort wieder alles im Lot, irrt sich. Daniel meint: „Dies Blatt Papier hatte Bedeutung für uns, so lange wir nichts davon wussten. Im Augenblick, wo alles davon abhängt, hängt nichts mehr davon ab.“ Er fordert seine Frau auf, endlich zu gehen. In einem Monolog beschwört er die Freuden des Junggesellendaseins. Doch je mehr er sich in die Gedanken hineinsteigert, umso weinerlicher kommen seine Worte heraus. Am Ende ruft er seiner Frau zu: „Verlass mich nicht, Ella, ich kann nicht leben ohne dich …“ Und so kommt es doch noch zum Happy End, wie es sich für eine Komödie gehört.

## Verfilmung
Der Autor selbst hat sein Stück 1983 für das ZDF verfilmt. Unter seiner Regie spielten Wolfgang Kieling (Daniel Brozowsky), Maria Schell (Ella Brozowsky), Simone Rethel (Vicky), Herbert Herrmann (Bunky), Michael Kausch (Robert Knoll) und Yvette Kolb (Rose Hooper). Die Erstausstrahlung war am 1. April 1984.

## Hörspiel
Das gleichnamige Hörspiel (Bayerischer Rundfunk 1979, Erstsendung: 29. Oktober 1979, 83 Minuten) mit Hans Korte (Daniel Brozowsky), Rosemarie Fendel (Ella Brozowsky), Elke Aberle (Vicky), Daniel Friedrich (Robert Knoll), Edda Seippel (Rose Hopper) und Walter Renneisen (Bunky) wurde 2005 mit dem Radio-Eins-Hörspielkino-Publikumspreis ausgezeichnet.

## Buchausgabe (und Quelle)
- Ephraim Kishon: Es war die Lerche. 5 Lustspiele. Verlag Langen Müller, München/Wien 1977, ISBN 3-7844-1670-5.